# Гужвин, Павел Фёдорович
Павел Фёдорович Гужвин — советский хозяйственный, государственный и политический деятель.

## Биография
Родился в 1931 году. Член КПСС с 1955 года.
Окончил Московскую сельскохозяйственную академию им. К. А. Тимирязева.
С 1954 года — на хозяйственной, общественной и политической работе.
- В 1954—1957 гг. — агроном колхоза, главный агроном Велико-Михайловской МТС Белгородской области.[1]
- В 1957—1960 гг. — аспирант, а затем ассистент Московской сельскохозяйственной академии им. К. А. Тимирязева.[1]
- В 1960—1963 гг. — помощник председателя Московского облисполкома.[1]
- В 1963—1978 гг. — начальник управления, заместитель, первый заместитель начальника Центрального статистического управления при Совете Министров РСФСР.[1]
- В 1978—1985 гг. — первый заместитель начальника ЦСУ СССР.[1]
- В 1985—1991 гг. — начальник Центрального статистического управления РСФСР.[1]

C 1991 гг. — председатель Госкомстата России.
Делегат XXVII съезда КПСС и XIX конференции.
Умер в Москве в 1998 году.